# Casa des de Che
Casa des de Che és una obra del poble de Gessa, al municipi de Naut Aran (Vall d'Aran) inclosa a l'Inventari del Patrimoni Arquitectònic de Catalunya.

## Descripció
Porta d'entrada al corral feta de pedra tallada. Els brancals i la llinda porten un xamfrà, tal com se sol fer en aquest estil. El xamfrà està per a baix i el basament dels brancals són més espessos per fora amb una mica de desguàs al canviant de gruix. Aquestes dues pedres altes dels brancals, que són tallades en carreus, estan alineades amb la part interior dels xamfrans. La llinda, d'una sola peça, porta escrit en quatre línies:
I (...) S
1 6 31
G V I L L E S A I C E T(S) A R C H I P R E S E I R E C T O R D E M O G A R R I
1641
Aquest portal, situat entre dues cases que estan cobertes d'un teulat a desguassos, també suporten la fusta dels costats de dins.